# Hovorčovický potok
Hovorčovický potok je potok ve Středočeském kraji, v okrese Praha-východ v České republice, který svým tokem zasahuje na severní hranici Prahy. Délka toku je přibližně 4,7 km a plocha povodí 5,767 km2.

## Průběh toku
Potok pramení v jihozápadním cípu obce Hovorčovice. U svého pramene se dotýká severní hranice Prahy, kterou svým tokem přibližně po 500 metrů kopíruje. Následně se stáčí na sever a protéká skrz obec, kde je částečně zatrubněn. Přibližně ve středu Hovorčovic protéká Hovorčovickým rybníkem a poté protéká pod železniční tratí 070, opouští Hovorčovice v jejich východní části a pokračuje dále severovýchodním směrem do polí. Postupně prochází katastrálními územími obcí Veleň, Sluhy, Mratín, až nakonec u obce Mratín v katastrálním území obce Měšice ústí do Líbeznického potoka.

## Etymologie
Název potoka pochází z názvu vesnice ve které pramení – Hovorčovice.